# Hani Bakhoum Kiroulos
Hani Bakhoum Kiroulos (* 4. Mai 1974 in Kairo, Ägypten) ist ein ägyptischer Geistlicher und Kurienbischof im koptisch-katholischen Patriarchat von Alexandria.

## Leben
Hani Bakhoum Kiroulos empfing am 29. Dezember 2004 das Sakrament der Priesterweihe.
Die Synode der Bischöfe der koptisch-katholischen Kirche wählte ihn zum Kurienbischof im koptisch-katholischen Patriarchat von Alexandria. Diese Wahl bestätigte Papst Franziskus am 14. Juni 2019 und ernannte ihn zum Titularbischof von Cabasa. Der koptisch-katholische Patriarch von Alexandrien, Ibrahim Isaac Sidrak, spendete ihm am 31. August desselben Jahres die Bischofsweihe; Mitkonsekratoren waren der Bischof von Assiut, Kyrillos Kamal William Samaan OFM, der emeritierte Bischof von Sohag, Youssef Aboul-Kheir, der emeritierte Bischof von Ismayliah, Makarios Tewfik, der Bischof von Minya, Kamal Fahim Awad Boutros Hanna, der Bischof von Luxor, Emmanuel Bishay, der Bischof von Gizeh, Toma Adly Zaki, der Bischof von Sohag, Basilios Fawzy Al-Dabe, und der emeritierte koptisch-katholische Patriarch von Alexandrien, Antonios Kardinal Naguib, sowie der Kurienbischof im koptisch-katholischen Patriarchat von Alexandria, Youhanna Golta.